# Bramwald
Le Bramwald sono un insieme di colline della Bassa Sassonia, in Germania. Hanno un'altezza massima di 408.1 m, raggiunta sulla cima del monte Totenberg, e sono coperte da un insieme di foreste dall'unica biodiversità in Germania. Si trovano 20
km a sud del Circondario di Gottinga, a 5 km della città di Gottinga (Göttingen).
Sono attraversate dal fiume Schede, cha nasce al loro interno, e dal fiume Nieme. Entrambi i fiumi sfociano nel Weser, fiume di maggiore portata che delimita il lato sud del territorio.

## Municipalità
- Bühren
- Niemetal
- Fütstenhagen (frazione di Uslar)
- Reinhardshagen
- Oberweser
- Gimte (frazione di Hannoversch Müden)

## Luoghi d'interesse
- Bastione circolare di Hünenburg.
- Rovine del castello di Bramburg.
- Cima del Totenberg.
- Quercia Wilhelm-Magerkurt.

## Colline
- Totenberg (408,1 m)
- Heidelberg (401 m)
- Klingenberg (399 m)
- Hünenkopf (389 m)
- Sandberg (382,3 m)
- Klagesberg (381 m)
- Vaaker Berg (380 m)